# Genta Miura
Pour les articles homonymes, voir Miura (homonymie).
Genta Miura (三浦 弦太, Miura Genta), né le 1er mars 1995 à Toyohashi, est un footballeur international japonais évoluant au poste de défenseur central au Gamba Osaka.

## Biographie

### En club
Il joue sept matchs en Ligue des champions d'Asie en 2017 avec le club du Gamba Osaka. Lors de cette compétition, il marque un but contre l'équipe malaisienne de Johor Darul Ta'zim en février 2017.

### En équipe nationale
Avec les moins de 19 ans, il participe au championnat d'Asie des moins de 19 ans en 2014.
Il marque son premier but international lors d'une victoire 2 à 1 sur la Chine, le 10 décembre 2019 en Coupe d'Asie de l'Est.

## Statistiques

### But en sélection
| But international de Gen Miura | But international de Gen Miura | But international de Gen Miura | But international de Gen Miura    | But international de Gen Miura | But international de Gen Miura | But international de Gen Miura | But international de Gen Miura | But international de Gen Miura |
| 0                              | Date                           | Sél.                           | Lieu                              | Adversaire                     | Résultat                       | Compétition                    | Détail                         | Détail                         |
| ------------------------------ | ------------------------------ | ------------------------------ | --------------------------------- | ------------------------------ | ------------------------------ | ------------------------------ | ------------------------------ | ------------------------------ |
| 1er                            | 10 décembre 2019               | 9                              | Stade Gudeok, Busan, Corée du Sud | Chine                          | 1-2                            | Coupe d'Asie de l'Est 2019     | 70e                            | 0-2                            |

## Palmarès
- Vice-champion du Japon de D2 en 2016 avec le Shimizu S-Pulse